# Dell City
Dell City è un comune (city) degli Stati Uniti d'America della contea di Hudspeth nello Stato del Texas. La popolazione era di 365 abitanti al censimento del 2010.

## Geografia fisica
Secondo lo United States Census Bureau, la città ha una superficie totale di 4,32 km², dei quali 4,32 km² di territorio e 0 km² di acque interne (0% del totale).

## Società

### Evoluzione demografica
Secondo il censimento del 2010, la popolazione era di 365 abitanti.

### Etnie e minoranze straniere
Secondo il censimento del 2010, la composizione etnica della città era formata dal 73,42% di bianchi, il 4,38% di afroamericani, l'1,37% di nativi americani, lo 0% di asiatici, lo 0% di oceanici, il 16,71% di altre razze, e il 4,11% di due o più etnie. Ispanici o latinos di qualunque razza erano il 66,3% della popolazione.